# Катеринославське товариство «Просвіта»
Катеринославське товариство «Просвіта» — громадська організація, зареєстрована 7 жовтня 1905 року у м. Катеринослав (нині м. Дніпро) як Катеринославське літературно-артистичне українське товариство «Просвіта». Після проголошення царського Маніфесту 17 жовтня 1905 року загальні збори товариства внесли зміни до статуту. Товариство очолювали Сергій Липківський та Василь Біднов.
Тоді її членами були відомі в майбутньому громадські та політичні діячі, науковці — Дмитро Дорошенко, Наталія Дорошенко, Дмитро Яворницький, Антін Синявський, Сергій Липківський, Микола Биков, Іван Труба, Микола Богуславський, Лідія Сохачевська та інші.
Восени 1910 року його головою стала Марія Хрінникова (до 21 квітня 1912 р.), а секретарем — Дмитро Дорошенко. В грудні 1912 року товариством керував Г. Денисенко, 1913—1914 — Володимир Хрінников.
У 1906—1907 рр. почали діяти філії товариства в Криничках Катеринославського повіту, Єнакієво Бахмутського повіту та Мануйлівці Новомосковського повіту. Згодом від мешканців сіл та містечок надійшло понад 20 заяв із проханням відкрити в них осередки, однак засновано було лише 13 філій. Осередки в с. Кринички та в Єнакієво були відкриті, але не діяли, в Одинківці, Чаплях, Сурсько-Михайлівці, Петриківці їх не зареєструвала царська адміністрація. Функціонували Мануйлівська, Діївська, Перещепинська, Гупалівська та Амурська філії. Практично всі осередки влаштовували свята, концерти, вистави, читання, вечірки, мали свої бібліотеки-читальні.
У складі товариства діяли драматична, літературна, вокально-музична та бібліотечна секції.
Літературна секція розпочала роботу в лютому 1906 р. виданням тижневика «Добра порада» (ред. Микола Биков, вийшло 4 номери, 1 і 2 конфісковані, після видання 4-го номера часопис закрили). Активно працювала драматична секція. Вона організовувала сімейні та літературно-вокальні вечори (зокрема відбулися вечори, присвячені Л. Глібову, І. Котляревському, Г. Квітці-Основ'яненку та Т. Шевченку), проводила концерти, дитячі ранки, ставила вистави. Від 8 липня 1906 до 7 квітня 1907 року драматична секція підготувала 5 денних вистав для дітей і 48 вечірніх для дорослих. У січні 1909 року драматичну секцію ліквідовано, замість неї почала діяти виставкова комісія.
Найдіяльніші члени драматичної секції працювали в Мануйлівській філії товариства. Із осені 1907 р. у товаристві функціонував лекційний гурток, у ньому працювали: Сергій Іваницький, Сергій Липківський, Іван Труба, Дмитро Яворницький, Василь Біднов. Лекції присвячувалися питанням літератури, українознавства, історії, згодом — ботаніки, біології, економіки. Приміщення для здійснення систематичної лекційної діяльності не було, однак з 1908 року лекції читалися регулярно (всього у цьому році було прочитано 31 лекцію).
На початку 1909 року товариство відкрило читальню. До середини року в її приміщенні під час зібрань та вечорів бібліотечна комісія вела продаж книжок.
1910 був роком найбільшого занепаду діяльності товариства. Лише по обранні нової Ради 1911 його діяльність пожвавилася. Було проведено кобзарський та шевченківський вечори, вечір колядок, організовано хор. Розпочато видавничу справу. 1912 видавничий фонд ім. М. Дмитрієва (заснований 1910) випустив 2 брошури. Видавнича секція видала збірник оповідань Б. Грінченка «Чудова дівчина», друге видання брошури Д. Яворницького і портрет Т. Шевченка.
У 1913 р. при товаристві діяло 3 комісії: вечорова (дбала про проведення вечорів); ялинкова (організовувала свята ялинки для дітей); бібліотечно-лекційна (провела літ. вечірку та слухання доповіді Миколи Новицького). Почала працювати бібліотека-читальня. Цього ж року товариство відзначило 25-літній ювілей письменниці Тетяни Сулими-Бичихиної, провело літературно-артистичне святкування річниці діяльності Т. Шевченка, 30-ліття діяльності Д. Яворницького, а також вечори, присвячені І. Котляревському і М. В. Лисенку.
1914 року до Ради товариства входило 12 осіб: Євген Вировий, Є. Гаркавцева, Г. Денисенко, М. Луценко, М. Нечипоренко, Євгенія Павловська, Юхим Павловський, І. Пінчук, Іван Рудичів, А. Ткаченко, Володимир Хрінников, П. Щукін. Товариство активно займалося підготовкою заходів до святкування 100-річчя з дня народження Т. Шевченка. При організації засновано Шевченківський комітет (свято пройшло дуже урочисто, однак після його завершення поліція закрила комітет).
Під час Першої світової війни товариство розвинуло доброчинну діяльність: для сімей солдатів було відкрито їдальню в Мандриківці (проіснувала до 1916 р.), видано 120 тисяч обідів та надано допомогу близько 6 тисяч галичан, на різдвяні свята організовано ялинки для дітей. З окупацією російськими військами Галичини катеринославцям було читано лекції про цей край, влаштовано концерт для поранених (з доброчинною метою). Чимало членів товариства було мобілізовано, проте діяльність організації та її філій продовжувалася.
У 1914 році бібліотечно-лекційна комісія товариства налічувала 24 члени.
У 1914 році було проведено 11 вечорів з української історії та літератури, ялинкова комісія впорядкувала ялинки в 7 селах.
Наприкінці 1914 року «Просвіта» здобула дозвіл на заснування Комітету допомоги галичанам. Комітет діяв 8 місяців: утримував утікачів, наймав їм помешкання, забезпечував обідами (за підтримки їдальні «Просвіти»).
У серпні 1915 року, коли за справу допомоги утікачам взялося земство, комітет приєднався до Земського союзу, увів до складу і в президію кількох земських лікарів.
Видавнича справа «Просвіти» 1914 та 1915 роках загальмувалася через закриття друкарні пов'язане з посиленням цензури.
На 1 січня 1915 року «Просвіта» налічувала 248 дійсних (за іншими відомостями — 259, без урахування призваних до війська) і 3 почесних члени (Д. Дорошенко, Н. Дорошенко, Д. Яворницький).
Підсумовуючи в 1915 році 10-літній період діяльності товариства, Микола Новицький виокремив у ній 3 періоди: від відкриття товариства до 1909; від 1909 до 1-го півріччя 1911, з кінця 1911. Перший період, за його характеристикою, був періодом широких планів просвітньої та культурницької роботи, а також періодом боротьби. Другий — періодом зниження активності через матеріальні труднощі та байдужість населення. Третій — періодом інтенсивної роботи зі збирання коштів, проведення концертів, вечорів, гулянь.
У листопаді 1915 року за наказом начальника губернського жандармського управління було здійснено обшуки в активістів українського руху, у тому числі й у членів «Просвіти» (кількох із них арештували, приміщення Катеринославського товариства опечатали). У товариства вилучили 112 назв книжок. На 4 роки каторжних робіт засудили Ф. Дубового, Іллю Вирву, Івана Романченка, Дмитра Лисиченка, П. Щукіна.
25 січня 1916 року Катеринославське губернське у справах про товариства присутствіє на своєму засіданні ухвалило рішення про припинення діяльності Катеринославського літературно-артистичного українського товариства «Просвіта» та його осередків, для закриття товариству надавався місячний строк. Членів товариства — Трифона Татарина, Михайла Томильченка, Петра Слинька — арештували та вислали в Іркутську губернію під гласний нагляд поліції.
У роки української революції 1917—1921 товариство відновило свою діяльність. Заходами старої Ради товариства 11 березня 1917 року було скликано установчі збори, на них зібралося 300 осіб з міста і навколишніх сіл. Було затверджено новий статут, обрано нову Раду, засновано комісії за напрямами роботи товариства. Головою товариства обрали Євгена Вирового, почесним головою — Дмитра Яворницького. Було ухвалено відкрити філії в селах Мануйлівка та Старі Кодаки, а також у м. Олександрівськ (нині м. Запоріжжя). Члени «Просвіти» брали активну участь у Катеринославському губернському тимчасовому виконавчому комітеті, 6 представників товариства входили до Катеринославської губернської української ради. 12 березня 1917 товариство провело віче та взяло участь у Святі волі. За участі Ради «Просвіти» у Катеринославі було засновано українське вчительське товариство. На серпень 1917 року «Просвіта» мала 38 філій. Павлоградська філія «Просвіти» невдовзі стала самостійною організацією.
У 1918 році Катеринославське товариство було перереєстроване, його фундаторами виступили: Євген Вировий, Данило Петровський, Іван Ритов, Любов Біднова, П. Єфремов, Я. Якуша, Юрій Магалевський. Енергійну діяльність здійснювали на Катеринославщині Діївська, Сагайдачнинська, Мануйлівська, Гупалівська та Сурсько-Михайлівська філії.
Діячі «Просвіти» брали активну участь в українському державотворенні 1917—1920 рр. Члени товариства — Василь Біднов, Ілля Вирва, Г. Герасимів, Федір Дубовий, Кузьма Корж, Петро Коробчанський, Микола Кузьменко, Дмитро Лисиченко, Марія Лисиченко, Василь Позаненко, Федосій Паляничка, Іван Романченко, Микола Стасюк, Федір Сторубель, В. Строменко, Михайло Томильченко, Павло Тушкан, Григорій Якименко входили до Української Центральної Ради.
Поміж усіх комісій товариства найдіяльнішою була видавнича секція, вона видавала газету «Вістник товариства „Просвіта“ у Катеринославі», випускала брошури та листи-відозви. Лекційна комісія організовувала лекції в місті та селах Катеринославщини. Бібліотечна комісія впорядкувала і відкрила бібліотеку, склала 24 комплекти книжок для народних бібліотек-читалень у Катеринославському повіті, збирала й розсилала по селах та на фронт газети, брошури, листи-відозви.
Після встановлення на українських землях радянської влади чимало просвітян було розстріляно (Є. Шпот, Кузьма Корж, Трифон Гладченко, П. Щукін, В. Бабенко, П. Бабенко та інші). Поступово катеринославська «Просвіта» припинила свою діяльність, імовірно, це сталося на початку 1920-х рр.